# Place Antoine-Gallay
La place Antoine-Gallay est une place située dans le quartier de Montchat, dans le 3e arrondissement de Lyon, en France.

## Situation
La place Antoine-Gallay se place sur la rue Jeanne-d'Arc.

## Accessibilité
La place Antoine-Gallay est proche de l'avenue Lacassagne au sud, de la route de Genas au nord. Ce site est desservi par les lignes de bus    et par la ligne régulière  .

## Odonymie
La place est nommée en hommage au bienfaiteur des écoles laïques et autres œuvres de Montchat, Antoine Gallay, né à Lyon le 29 octobre 1842 et décédé dans le 3e arrondissement de Lyon le 3 mai 1921.

## Histoire
Avant de s'appeler place Antoine-Gallay, la place s'est appelée successivement place Montbrillant et place Feuillat.

## Description
La place Antoine-Gallay est une place carrée de petite dimension.